# A Cañiza
A Cañiza là một đô thị trong tỉnh Pontevedra, Galicia, Tây Ban Nha.